# Team Copenhagen
Team Copenhagen er en selvejende fond under Københavns kommune, som har til formål at udvikle eliteidræten i København blandt andet igennem et langsigtet samarbejde mellem eliteidrætten, erhvervslivet og Københavns kommune. 
Team Copenhagen's bestyrelsesformand er Carl Christian Ebbesen. Sekretariatets direktør er Leif Christian Mikkelsen.
Team Copenhagen kårer ved den årlige Danmarksmester-fest på Københavns Rådhus Årets idrætstalent (siden 2008)

## Årets idrætstalent
- 2008 Andreas Trajkovski (Atletik)
- 2009 Sebastian Stokkebro Sørensen (Gymnastik)
- 2010 Anders Lind (Bordtennis)